# Naddekanat
Naddekanat je ozemeljsko zaokrožena skupnost dveh ali več dekanij Rimskokatoliške cerkve, ki so povezane v eno pastoralno enoto znotraj nadškofije ali škofije z namenom, da skupaj načrtujejo in usklajeno pastoralno delujejo v vseh župnijah območja, povezanega zaradi skupnih geografskih, kulturnih, gospodarskih in upravnih danosti. S tem pospešuje meddekanijsko sodelovanje, opravlja pa tudi nalogo vmesnika med dekanijo in (nad)škofijo. V Sloveniji se na naddekanate deli mariborska nadškofija.
Naddekanat vodi naddekan, ki je izvoljen izmed duhovnikov znotraj določene naddekanije.